# Metallyticus splendidus
Metallyticus splendidus es una especie de mantis, de la familia Metallyticidae.

## Localización y características
Esta especie de mantis se distribuye por el sudeste de Asia.
La característica principal de la especie es su iridiscencia; según lo enfoque el haz de luz, muestra una gama de colores metalizados muy vistosos, sin luz directa el aspecto de su color es oscuro.